# Britt Strandberg
Britt Strandberg (n. 31 martie 1934, Hennan⁠(d), Comitatul Gävleborg, Suedia) este o schioară de fond ce a reprezentat Suedia, medaliată olimpică. A participat la 3 ediții ale Jocurilor Olimpice (1960, 1964, 1968) în care a câștigat o medalie de aur.